# Reichenbachia peregrinator
Reichenbachia peregrinator är en skalbaggsart som beskrevs av Thomas Casey 1897. Reichenbachia peregrinator ingår i släktet Reichenbachia och familjen kortvingar. Inga underarter finns listade i Catalogue of Life.